# 施義芳
施義芳（Shih, Yi-Fang，1962年2月10日—），臺灣土木工程界人物，生於彰化縣，曾任臺灣營建仲裁協會理事長，現任中華民國土木技師公會理事長，曾任第9屆民主進步黨工程專業不分區立委，代表苗栗發聲；也在嘉義、彰化設有服務處。施義芳加入立院財委會，審查財金預算，關注公共建設，特別是前瞻基礎建設計畫、都會公寓都更全面啟動、危老屋加速重建等。

## 簡介
- 2008年獲民進黨提名為不分區立委候選人第30名，因其政黨票僅能分配14席、任期之內黨籍不分區立委亦無出缺，並未當選。
- 2011年7月13日，施義芳再獲民進黨提名為2012年中華民國立法委員選舉全國不分區立委排名第26名[6]，因其政黨票僅能分配13席、任期之內黨籍不分區立委亦無出缺，仍未當選。
- 2015年11月11日，施義芳第三度獲民進黨提名為2016年中華民國立法委員選舉全國不分區立委排名第18位，但因婦女保障名額而使第19名的周春米當選，第三度落選立委；所幸任期之內連任成功的黨籍不分區立委的李應元轉任行政院環境保護署署長而順利於2016年5月26日遞補不分區立委，最終成功叩關立法院。
- 2016年高雄美濃地震造成台南市永康區維冠金龍大樓倒塌事故，施義芳在事件發生當下旋即與國家地震工程研究中心相關專家學者會議研商災後處置，並指示公會需為參與救災技師投保勘災意外險，及同時啟動「災害後危險建築物緊急評估作業」的整備及動員。對於維冠大樓的救災作業，施義芳以全聯會理事長身分指定台南市土木技師公會理事長鄭明昌負責第一線的救災指揮，而後並由全聯會動員土木技師以24小時輪班方式參與災變建物拆除的結構安全判定與受困民眾的救援工作。
- 2019年再度擔任第十二屆台灣省土木技師公會理事長。
- 2020年獲民進黨提名為不分區立委候選人第14名，為史上最接近安全名單的一次；即使民進黨尋求連任的總統蔡英文聲勢如日中天，但因第三勢力竄起而使民進黨政黨票銳減，在安全名單邊緣爭取連任。在開票之初一度吊車尾當選，結果最後因民眾黨得票在最後數個都會區票倉中較高而使民進黨不分區席次少了一席，繼2016年以後再次因婦女保障名額而成為落選頭，無緣連任。
- 2020年3月擔任台灣世曦董事長一職。

## 外部連結
- 施義芳｜臉書 （页面存档备份，存于）

- 臺灣省土木技師公會理事長施義芳 （页面存档备份，存于）
- 第九屆臺灣省土木技師公會理事長施義芳高票當選
- 看到日勝生官方技師公會，檢測浮洲合宜住宅 （页面存档备份，存于）
- 轉述台灣省土木技師公會、新北市土木技師公會、新北市結構工程技師公會針對鑽心試驗作業之說明
- 結構安全鑑定報告書凹